# القابضة للمعلومات
القابضة للمعلومات أو «شركة المعلومات القابضة» كانت شركة مقرها في ستامفورد، كونيتيكت وأدرجت (باسم "IHI") في بورصة نيويورك حتى اندماجها مع شركة طومسون في نوفمبر 2004. واستلم المساهمون 28 دولارًا أمريكيًا لكل سهم في الاندماج النقدي البالغ 426 مليون دولار أمريكي. بلغت عائداتها لعام 2003 حوالي 81 مليون دولار.